# V naravi izumrla vrsta
V divjini izumrla vrsta oz. V naravi izumrla vrsta (angleško Extinct in the Wild, okrajšava EW) je kategorija Rdečega seznama Svetovne zveze za varstvo narave (IUCN), v katero so uvrščene vrste ali nižji taksoni, katerih znani predstavniki so preživeli le še v ujetništvu ali kot naturalizirana populacija zunaj prvotnega območja razširjenosti (areala).